# Techné
Techné (řec. τεχνη, dovednost, řemeslo, umění) může původně znamenat jak řemeslo, tak také vynikající řemeslný nebo umělecký výrobek.

## Ve starověké filosofii
U Platóna a Aristotela znamená speciální naučenou dovednost či odbornost, případně získanou zkušeností. Může to být jak dovednost řemeslníka, tak také lékaře nebo výtvarného umělce, ne však básníka nebo filosofa. Je charakterizována tím, že jejím účelem není jen sama činnost, nýbrž především její výsledek. Někdy se staví do protikladu k epistémé, pravému poznání, které neslouží žádnému jinému cíli.

## Odvozená slova
Slovo přešlo do latiny už ve starověku a technicus znamenal učitel řemesla nebo umění. V 17. století vzniklo v angličtině slovo technologie ve smyslu učebnice řemesla či umění. V 18. století se objevuje slovo technique ve francouzštině a v dalších jazycích, ve smyslu účelné dovednosti založené na vědění a později i na vědě. Roku 1805 byla v Paříži založena „Polytechnika“ (École polytechnique) jako inženýrská škola.